# Murmur
Murmur — перший студійний альбом рок-гурту R.E.M..

## Список композицій
Всі пісні написані Білл Беррі, Пітер Бак, Майк Міллз, і Майкл Стайп.
Перша сторона
1. "Radio Free Europe" – 4:06
2. "Pilgrimage" – 4:30
3. "Laughing" – 3:57
4. "Talk About the Passion" – 3:23
5. "Moral Kiosk" – 3:31
6. "Perfect Circle" – 3:29

Друга сторона
1. "Catapult" – 3:55
2. "Sitting Still" – 3:17
3. "9-9" – 3:03
4. "Shaking Through" – 4:30
5. "We Walk" – 3:02
6. "West of the Fields" (Berry, Buck, Mills, Stipe, and Neil Bogan) – 3:17

## Критика
| Публікатор      | Країна           | Список                                 | Рік  | Місце |
| --------------- | ---------------- | -------------------------------------- | ---- | ----- |
| Rolling Stone   | США              | Top 100 Albums of the Last 20 Years    | 1987 | #58   |
| Spin            | США              | 100 Alternative Albums                 | 1995 | #8    |
| Pitchfork Media | США              | Top 100 Albums of the 1980s            | 2002 | #5    |
| Rolling Stone   | США              | The 500 Greatest Albums of All Time    | 2003 | #197  |
| Blender         | США              | 500 CDs You Must Own Before You Die    | 2003 |       |
| Q               | Велика Британія  | The 40 Best Records of the 80s         | 2006 | #6    |
| Mojo            | ВВелика Британія | The 100 Records That Changed the World | 2007 | #75   |
| Slant Magazine  | США              | Best Albums of the 1980s               | 2012 | #13   |

## Учасники запису
R.E.M.
- Білл Беррі – барабани, бек-вокал, бас-гітара, фортепіано
- Пітер Бак – гітара
- Майк Міллз – бас-гітара, фортепіано, бек-вокал, барабани
- Майкл Стайп – вокал